# Борисова (Катайський район)
Бори́сова (рос. Борисова) — присілок у складі Катайського району Курганської області, Росія. Входить до складу Верхньоключевської сільської ради.
Населення — 269 осіб (2010, 375 у 2002).
Національний склад станом на 2002 рік: росіяни — 95 %.